# Международна пиратска партия
Международната Пиратска Партия (на английски: Pirate Parties International, PPI), позната още като Пиратски интернационал е главната организация на движението на Пиратските партии.
Основана е през 2006 г. и е регистрирана в Белгия през октомври 2009 г., като неправителствена организация (NGO).
Първата пиратска партия е Шведската Пиратска Партия (Swedish Piratpartiet), основана на 1 януари 2006 г.
Пиратският интернационал (PPI) поддържа и координира създаването на други национални Пиратски Партии, осигурява вътрешната връзка между тях, и управлява международните форуми и списъците с адреси. След като Andrew Norton се оттегли от поста си, съпредседатели са Samir Allioui и Jerry Weyer.

## Членове

### Редовни членове
- Австрия: Австрийска пиратска партия
- Чехия: Чешка пиратска партия[1][2]
- Франция: Френска пиратска партия
- Германия: Пиратска партия на Германия[3]
- Люксембург: Пиратска партия на Люксембург[4]
- Нидерландия: Пиратска партия на Нидерландия[5]
- Полша: Пиратска партия на Полша[6]
- Испания: Пиратска партия на Испания[7]
- Швеция: Шведска пиратска партия
- САЩ: Пиратска партия на САЩ[8]
- Швейцария: Пиратска партия на Швейцария[9][10][11][12]

### Активни, но нерегистрирани официално
- Аржентина: Пиратска партия на Аржентина[13]
- Белгия: Пиратска партия на Белгия[14]
- Бразилия: Пиратска партия на Бразилия[15]
- Чили: Пиратска партия на Чили[16]
- Кипър: Кипърска пиратска партия[17]
- Естония: Естонска пиратска партия[18][19]
- Италия: Пиратска партия на Италия[20]
- Литва: Пиратска партия на Литва[21]
- Мексико: Пиратска партия на Мексико[22]
- Нова Зеландия: Пиратска партия на Нова Зеландия[23]
- Португалия: Пиратска партия на Португалия[24]
- Румъния: Румънска пиратска партия[25]
- Русия: Пиратска партия на Русия[26]
- Сърбия: Пиратска партия на Сърбия[27]
- Словакия: Словашка пиратска партия[28]
- Словения: Пиратска партия на Словения[29][30][31][32]
- Турция: Пиратска партия на Турция[33]
- Уругвай: Пиратска партия на Уругвай[34]
- Украйна: Пиратска партия на Украйна[35]

Създаване на пиратски партии се обсъжда също в Гърция, Колумбия, Венецуела. Има заявка за създаване на партия и в Перу. В Унгария партията LMP сътрудничи на kalozpart.org като неполитическа организация.

### Бивши членове
- Австралия: Пиратска партия на Австралия[36] (напуснала през 2015)[37]
- Босна и Херцеговина: Пиратска партия на Босна и Херцеговина (отстранена поради неактивност през 2022)[37]
- България: Пиратска партия (отстранена поради неактивност през 2022)[37]
- Великобритания: Пиратска партия на Великобритания[38] (напуснала през 2015)[37]
- Дания: Датска пиратска партия[39][40] (разпусната през 2017)[37]
- Исландия: Исландска пиратска партия (напуснала през 2015)[37]
- Ирландия: Пиратска партия на Ирландия[41] (разпусната през 2011)[37]
- Казахстан: Пиратска партия на Казахстан[42] (отстранена поради неактивност през 2022)[37]
- Канада: Пиратска партия на Канада[43][44] (напуснала през 2016)[37]
- Мароко: Пиратска партия на Мароко (отстранена поради неактивност през 2022)[37]
- Финландия: Финландска пиратска партия[45][46] (напуснала през 2021)[37]
- Хърватия: Пиратска партия на Хърватия (разпусната през 2019)[37]
- Южна Корея: Пиратска партия на Корея (отстранена поради неактивност през 2022)[37]